# تپه سنجر
تپه سنجر مربوط به عصر آهن - دوره اشکانیان است و در شهرستان بجنورد، بخش مرکزی، دهستان باباامان، ۱ کیلومتری شمال روستای ینگی قلعه واقع شده و این اثر در تاریخ ۲۸ شهریور ۱۳۸۶ با شمارهٔ ثبت ۱۹۶۹۹ به‌عنوان یکی از آثار ملی ایران به ثبت رسیده است.